# 一千一秒物語
『一千一秒物語』（いっせんいちびょうものがたり）は、1923年（大正12年）に東京の金星堂より出版された、稲垣足穂の処女作品集であり代表作である。初版刊行時の序文は佐藤春夫、著者名義はイナガキタルホ。

## 成立
足穂が19歳の時に書いた自叙伝風の創作「小さなソフィスト」（原稿は紛失）のエンディング部分が元となり、それから発展した作品群が1921年の前半に生まれ、その中から二、三十話をまとめた原稿を『Taruho et la lune（タルホと月）』という表題で佐藤春夫に送る。佐藤からは「他に書いたものがあれば送って欲しい」との返信があり、続けて続編の『タルホと星』を送るが、これをきっかけに足穂は上京し佐藤の門下生となる。
『タルホと月』『タルホと星』は短いもので二、三行、長いものでも数ページ程度の作品からなる超短編集で、これが後の『一千一秒物語』の原型となり、佐藤の口添えで金星堂から出版されるにあたり、全部で200編ほどあった作品の中から68編が自選された（最終稿では全70編に改訂）。
『一千一秒物語』の題は佐藤春夫の発案であるが、これは佐藤の書きかけの原稿の中にあった、入道雲の兄弟が互いに話をするという内容の未完作品に付されていたタイトルで、それを足穂は勝手に拝借したと後に述べている。また同系の作品集の続編として『第三半球物語』が、1927年（昭和2年）に同じく金星堂から刊行されている。

## 影響
足穂自身が「一種の文学的絶縁とニヒリズムを基調にしている」と述べている通り、『一千一秒物語』はそれまでの文学にはなかった「新鮮な特異な物語」（宇野浩二評）となっており、それは二十世紀の初頭に世界各地で興った新興芸術（未来派、表現主義、ダダイスム等）からの影響と、足穂の育った大正時代のモダンな神戸三宮の山手の夜の雰囲気を反映したものになっている。
また、『一千一秒物語』の世界では「お月さんとビールを飲み、星の会合に列席し、また星にハーモニカを盗まれたり、ホウキ星とつかみ合いを演じたりする」が、その着想には同時期のスラップスティック・コメディ映画の影響（特に足穂が好きだったのはラリー・シモン）も見て取れ、長くて数ページ、短くて数行というスタイルは、アイルランドの作家ロード・ダンセイニの『五十一話集』から着想を得ている。
物語の主人公の多くを月や星にした理由として足穂は、「詩とは意想外なもの同士の連結」という西脇順三郎の言葉を引き、「私において考えられないものの連結は、人間と天体である」と述べている。さらに足穂は本作について、「私の其の後の作品は（エッセイ類も合わして）みんな最初の『一千一秒物語』の註である」と語り、本作が自身の文学的立脚点であることを明確にした。

## 収録内容
改訂後の70編は以下の通り。
- 月から出た人
- 星をひろった話
- 投石事件
- 流星と格闘した話
- ハーモニカを盗まれた話
- ある夜倉庫のかげで聞いた話
- 月とシガレット
- お月さんとけんかした話
- A MEMORY
- A PUZZLE
- A CHILDREN'S SONG
- 月光鬼語
- ある晩の出来事
- IT'S NOTHING ELSE
- SOMETHING BLACK
- 黒猫のしっぽを切った話
- 突きとばされた話
- はねとばされた話
- 押し出された話
- キスした人
- 霧にだまされた話
- ポケットの中の月
- なげいて帰った者
- 雨を射ち止めた話
- 月光密造者
- 箒星を獲りに行った話
- 星を食べた話
- AN INCIDENT IN THE CONCERT
- TOUR DU CHAT-NOIR
- 星?花火?
- ガス燈とつかみ合いをした話
- 自分を落してしまった話
- 星でパンをこしらえた話
- 星におそわれた話
- はたして月へ行けたか?
- 水道へ突き落された話
- 月をあげる人
- THE MOONMAN
- ココアのいたずら
- 電燈の下をへんなものが通った話
- 月のサーカス
- THE MOONRIDERS[7]
- 煙突から投げこまれた話
- A TWILIGHT EPISODE
- 黒猫を射ち落した話
- コーモリの家
- 散歩前
- THE BLACK COMET CLUB
- 友だちがお月様に変った話
- 見てきたようなことを云う人
- AN INCIDENT AT A STREET CORNER
- A HOLD UP
- 銀河からの手紙
- THE WEDDING CEREMONY
- 自分によく似た人
- 真夜中の訪問者
- ニュウヨークから帰ってきた人の話
- 月の客人
- どうして酔よりさめたか?
- A ROC ON A PAVEMENT
- 黒い箱
- 月夜のプロージット
- 赤鉛筆の由来
- 土星が三つ出来た話
- お月様をたべた話
- お月様が三角になった話
- 星と無頼漢
- はたしてビールびんの中に箒星がはいっていたか?
- どうして彼は喫煙家になったか?
- A MOONSHINE

## 書誌情報
- 『一千一秒物語』イナガキタルホ著／金星堂／1923年1月（※六刷は異装）
- 「新版一千一秒物語」雑誌「児童文学」連載／1935年12月〜1936年4月、8月
- 『現代日本小説体系・第44巻／モダニズム』河出書房／1950年3月（※改訂版収録。初版の「フクロトンボ」を削除し「A CHILDREN’S SONG」「電燈の下をへんなものが通った話」「 AN INCIDENT AT A STREET CORNER」が追加された。）
- 『現代日本文学全集・第85巻／大正小説集』筑摩書房／1957年12月
- 『稲垣足穂全集第1巻』書誌ユリイカ ／1958年10月
- 『一千一秒物語』イナガキタルホ著／作家社／1963年11月（※1923年金星堂版の復刻本）
- 『日本現代文学全集・第67巻／新感覚派文学集』講談社／1968年10月
- 『稲垣足穂大全第1巻』現代思潮社／1969年6月（※最終改訂版）
- 『一千一秒物語』新潮社（新潮文庫）／1969年12月
- 『絵本・逆流のエロス』現代ブック社／1970年6月
- 『稲垣足穂作品集—Works of Taruho—』新潮社／1970年9月
- 『世界SF全集・第34巻／日本のSF : 短篇集. 古典篇』早川書房／1971年
- 『一千一秒物語／有元利夫銅版画集』新潮社／1984年5月
- 『一千一秒物語／大月雄二郎銅版画集』番町書房／1986年4月
- 『【初版再録】一千一秒物語』木馬舎／1987年11月（※初版と改訂版の双方を収録）
- 『［イナガキ・タルホ］一篇一冊物語双書：一千一秒物語』透土社／1990年5月（※初版本の本文版組を再現した再刊本）
- 『一千一秒物語』（絵：たむらしげる）リブロポート／1994年6月、再刊：ブッキング／2003年11月
- 『One Thousand and One-Second Stories』Sun & Moon Press(USA)／1998年7月（※Tricia Vitaによる英訳版）
- 『一千一秒物語／梅木英治銅版画集』沖積舎／2007年
- 『覆刻　一千一秒物語』イナガキタルホ著／沖積舎／2007年11月（※1923年金星堂版の復刻本）
- 『一千一秒物語 タルホと遊ぶ』（画：楠千恵子）朝日クリエ／2011年9月
- 『日本近代文学館　滝田樗陰旧蔵 近代作家原稿集』八木書店／2011年10月（※『Taruho et la lune（タルホと月）』収録）